# Richard John (Schauspieler)
Richard John, eigentlich Richard Jonas, (7. März 1845 in Berlin – 13. März 1928 in Wien) war ein deutscher Theaterschauspieler und -regisseur.

## Leben
Der Sohn eines Buchhändlers wurde ebenfalls für den Beruf seines Vaters bestimmt und obgleich er doch in Berlin und Leipzig und sogar in Amerika in demselben tätig war, bis er 1871 – er hatte schon früher gegen den Willen seines Vaters bei Theodor Döring dramatischen Unterricht genommen – zur Bühne ging.
Er befand sich zur Zeit dieses Entschlusses in New York, von wo er sich direkt, um sich für die Schauspielerlaufbahn vorzubereiten, nach Leipzig zu Franz Deutschinger begab.
Sein erstes Engagement fand John in Kassel, dann kam er nach Rostock zu Deutschinger (1872 bis 1874), sodann nach Breslau (1875), nach Mainz (1877), nach Leipzig (1878) und wirkte 1886 bis 1887 am Germaniatheater in New York. Durch die nicht immer angenehmen persönlichen Verhältnisse beim Theater verstimmt, zog er sich im letztgenannten Jahre von der Bühne zurück, blieb dem Theater längere Zeit ferne und nahm erst 1889 Engagement am Deutschen Volkstheater. 1893 wurde er Mitglied des Raimundtheaters, das er 1898 verließ, um in den Verband des Kaiser-Jubiläumstheaters zu treten. Als 1900 das Deutsche Schauspielhaus in Hamburg eröffnete, folge John einem Rufe an dasselbe. John, der dort auch die Funktion eines Regisseurs versah, schied 1902 aus dem Verband dieser Bühne.
John war einige Jahre neben Adolf von Sonnenthal Vizepräsident der Genossenschaft Deutscher Bühnen-Angehöriger.
Verheiratet war er mit seiner Schauspielkollegin Adele Groß. Er schied durch Freitod aus dem Leben.